# Herinneringsmedaille voor de Honderdste Verjaardag van 1812
De Herinneringsmedaille voor de Honderdste Verjaardag van 1812 was een op 26 augustus 1912 door tsaar Nicolaas II ingestelde Russische onderscheiding. De invasie van Napoleon I en zijn Grande Armée werd in 1812 ten koste van grote offers gekeerd. De Russische regering probeerde in de eerste jaren van de 19e eeuw toen de politieke spanningen in Europa opliepen het patriottisme in het politiek sterk verdeelde Rusland te bevorderen door op de successen van het verleden te wijzen.
Men droeg de medaille aan het rood-zwart-rode lint van de Orde van Sint-Vladimir.
De medaille werd aan alle dienstdoende militairen in marine en landmacht die dienstdeden in een van de in 1812 in de strijd geworpen eenheden toegekend.
Ook zij die deelnamen aan de parades in Borodino en Moskou werden gedecoreerd. Verder werden de gasten bij de parade in Borodino, de organisatoren van de feestelijkheden in 1812 en de mannelijke nazaten in rechte lijn van de generaals en de leden van de Generale Staf van 1812 en alle mannelijke en vrouwelijke nazaten van maarschalk Michail Koetoezov onderscheiden.
De vormgeving van de in goudkleurig brons geslagen ronde medaille was uiterst eenvoudig; op de voorzijde is de kop van de in 1812 regerende tsaar Alexander I zonder rondschrift afgebeeld. Op de keerzijde staat in Cyrillisch schrift "Dit glorierijke jaar 1812 behoort tot het verleden maar het zal niet worden vergeten 1912", De diameter van de medaille was 28 millimeter. De medaille heeft geen ring, in plaats daarvan is het oog deel van de medaille.